# 布萊恩·施威澤

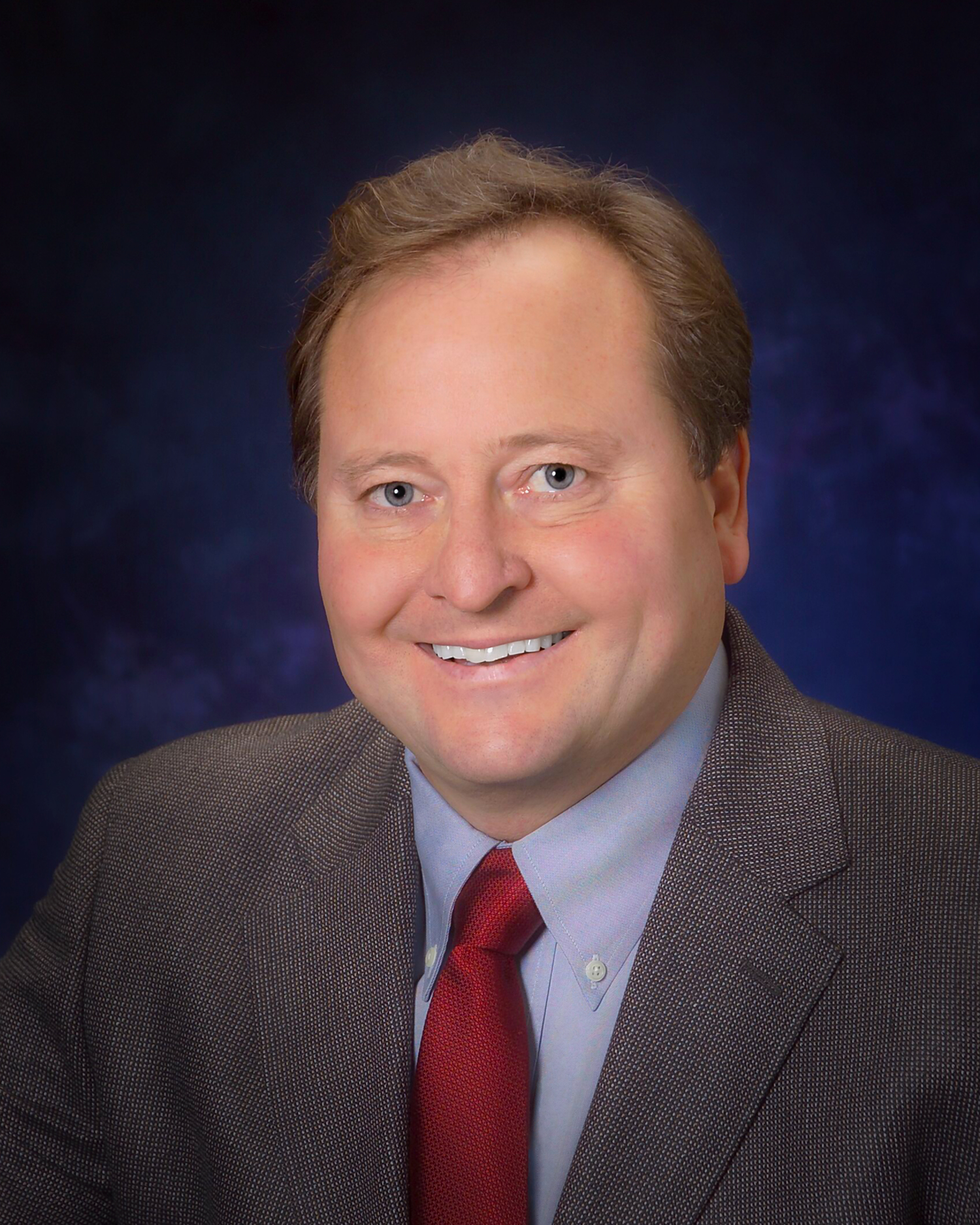

布萊恩·施威澤（Brian Schweitzer；1955年9月4日—）是美國的一位政治人物。在2005年至2013年期間，布萊恩·施威澤擔任第23任蒙大拿州州長職務。他的黨籍是民主黨。施威澤在2004年州長選舉中首次當選蒙大拿州州長。